# Placiphorella atlantica
Placiphorella atlantica är en blötdjursart som först beskrevs av Addison Emery Verrill och Sidney Irving Smith 1882.  Placiphorella atlantica ingår i släktet Placiphorella och familjen Mopaliidae. Inga underarter finns listade i Catalogue of Life.